# Цветные Пески
Цветные Пески (укр. Цвітні Піски) — село, относится к Славяносербскому району Луганской области Украины. Под контролем самопровозглашённой Луганской Народной Республики.

## Население
Население по переписи 2001 года составляло 84 человека.

## Общие сведения
Почтовый индекс — 93730. Телефонный код — 6473. Занимает площадь 0,33 км². Код КОАТУУ — 4424581112.

## Местный совет
93730, Луганская обл., Славяносербский р-н, Весёлая Гора, ул. Калинина, 5